# Ahneta Bučko Paparahaji
Ahneta Bučko Paparhaji (Mikloševci, opština Tompojevci, 1951,FNRJ), pesnikinja, prevoditeljka i novinarka na rusinskom jeziku. Povremeno se angažovala u amaterskim pozorištima, i kao radio-glumica i recitatorka na rusinskom jeziku.
Svetski kongres Rusina joj je dodelio nagradu „Aleksandar Duhnovič“ za najbolju knjigu na rusinskom jeziku 2005. godine. Dobitnica je i nagrade „Pečat varoši sremskokarlovačke“ 1978. godine.

## Školovanje i zaposlenje
Ahneta Bučko Paparhaji je gimnaziju pohađala u Vukovaru, a studije ruskog jezika završila u Novom Sadu, na Filozofskom fakultetu 1974. godine.
Radni angažman je započela već 1975. godine na Radio Novom Sadu, u rusinskoj redakciji, sve do penzije 2010. godine.
Kao novinarka i urednica uređivala je emisije poput „Odjeci ravnice“, „Kulturna panorama“, „Emisija za decu“ i „Lepa reč i muzika“.

## Prevodilački i književni rad
Kao slavistkinja, Ahneta Bučko Paparhaji prevela je na rusinski jezik knjige Branka Ćopića i Aleksandra Tišme, kao i stvaraoce na ruskom jeziku : Anotona Čehova, Aleksandra Ostrovskog, Mihaila Saltikova Ščedrina.
Njen književni rad je započeo pre završetka studija, te je prvu pesmu objavila u javnom glasilu na rusinskom jeziku „Ruske slovo“ 1966. godine. Njen poetski rad pripada generaciji rusinskih pesnika koji „ modernizuju izraz (…) ali raskid sa tradicijom nije još potpun“.[3] Njena lirika „ na tragu je (Ane) Ahmatove i (Marine) Cvetajeve“.
Bila je aktivna u radijskim dramama i kao recitatorka, a dobila je bronzanu plaketu za glumački rad u Rusinskom teatru 1996. godine.
Ahneta Bučko Paprahaji pripada stvaraocima druge polovne XX veka na rusinskom jeziku, skupa sa Natalijom Kanjuh, Natalijom Dudaš, Irinom Hardi Kovačević, Marijom Jakim, koji „… su uspeli da suprotstave tradiciji književnom složenošću, a originalnosti polifunkcionalnošću, ali su odbili da unište tradiciju…“

## Bibliografija
- Облак одхилєни (Odškrinuti prozor, 1973, ujedno prva zbirka poezije na rusinskom jeziku)
- Птица у цмоти (Ptica u tami, 1977)
- Позни рики (Kasne reke, 1984)
- Дзешец печаци цихосци (Deset pečata tišine, 1989)
- Стриберни мотиль и други сказки (Srebrni leptir i druge priče, 2004)
- Спокуси Злополя (Iskušenja Zlopolja, 2006)
- Осце и черешнї (Osje i trešnje, 2015)

## Nagrade
- Pečat varoši sremskokarlovačke, (pesma „Vraćanja“ 1978)[9]
- Najbolja knjiga na rusinskom jezku za 2005. godinu, „Aleksandar Duhnovič“ ( Srebrni leptir i druge priče, 2004)[10]
- Bronzana plaketa za glumački rad u Rusinskom teatru 1996. godine[2]

## Literatura
Тамаш Ю. История рускей литератури. Београд, 1997.

## Spoljašnje veze
Poezija Ahnete Bučko
Intervju sa Ahnetom Bučko Paparhaji